# Jessica Bertoldo
Jessica Bertoldo (* 1. Oktober 1992) ist eine italienische Tennisspielerin.

## Karriere
Bertoldo begann erst mit 19 Jahren das Tennisspielen und spielt hauptsächlich auf der ITF Women’s World Tennis Tour, wo sie bislang zwei Doppeltitel gewann.
2018 stand sie zusammen mit Partnerin Carlotte Ripa im Doppelfinale des ITF Cuneo, das die beiden gegen Isabella Tcherkes Zade und Aurora Zantedeschi mit 3:6 und 1:6 verloren. 2019 gewann sie zusammen mit Federica Arcidiacono den Titel im Doppel beim W15 in Barletta.
Ihr erstes Turnier auf der WTA Tour spielte Bertoldo bei den Internazionali BNL d’Italia 2023, als sie in der Qualifikation zum Hauptfeld im Dameneinzel gegen Aliona Bolsova mit 0:6 und 2:6 verlor.

## Turniersiege

### Doppel
| Nr. | Datum         | Turnier  | Kategorie | Belag | Partnerin            | Finalgegnerinnen                 | Ergebnis         |
| --- | ------------- | -------- | --------- | ----- | -------------------- | -------------------------------- | ---------------- |
| 1.  | 18. Mai 2019  | Barletta | ITF W15   | Sand  | Federica Arcidiacono | Beatrice Lombardo Angelica Raggi | 6:2, 6:0         |
| 2.  | 22. März 2025 | Alaminos | ITF W15   | Sand  | Gaia Squarcialupi    | Ania Hertel Marie Mettraux       | 6:2, 4:6, [10:7] |